# Power (天方直実の曲)
「power」（パワー）は、天方直実の6枚目のシングル。1997年9月10日にリリースされた。

## 解説
エースコック「力うどん」CMソング。
前作「ZUTTO ZUuTTO」までのCDジャケットには小室哲哉がスーパーアドバイザーとして表記されていたが、今作以降は表記されなくなった。

## 収録曲
1. power (ORIGINAL MIX)

  - 作詞：天方直実・hiroshi　作曲・編曲：久保こーじ　Mixed by Dave Ford
2. power (EXTENDED MIX)
3. power (ORIGINAL KARAOKE)